# Milon IV. (Bar-sur-Seine)
Milon IV. (* zwischen 1168 und 1174; † 17./18. August 1219 vor Damiette) war ein Graf von Bar-sur-Seine, Vizegraf von Chartres und Herr von Le Puiset. Er war ein Sohn des Hugo IV. von Le Puiset († 1189) und der Gräfin Petronille von Bar-sur-Seine.
Er war verheiratet mit Helissende von Joigny, einer Tochter des Grafen Rainald IV. von Joigny und der Adele von Nevers. Sie hatten mindestens einen Sohn, Walter (Gaucher).

Milons Wappen ist von einem Siegel aus dem Jahr 1202 bekannt. Es ist wohl dem Wappen des Hauses Brienne entliehen, von dem er über seine Mutter abstammte.

Milon beteiligte sich an der Seite Philipp II. August im Kampf gegen Richard Löwenherz. Bei der Niederlage in der Schlacht bei Gisors 1198 gehörte er zu jenen Rittern, die mit dem König in die Epte stürzten. Gegen Johann Ohneland zeichnete er sich 1204 bei der Eroberung der Normandie aus und war bei der Einnahme von Rouen zugegen. In der Historia Albigensis des Pierre des Vaux-de-Cernay wird er als Teilnehmer des Albigenserkreuzzuges genannt, wo er bei den Belagerungen von Béziers und Carcassonne 1209 beteiligt war. Im Erbfolgekrieg der Champagne stand er ab 1215 auf der Seite der Gräfin Blanka und deren Sohn Theobald IV. gegen Érard von Brienne. 1217 brachen Milon und sein Sohn zum Kreuzzug von Damiette (fünfter Kreuzzug) auf. Im Verlauf der Kämpfe vor Damiette wurde der Sohn und Erbe am 30. Juli 1219 getötet. Milon selbst starb im August desselben Jahres, noch bevor die Stadt erobert wurde.
Die Grafschaft Bar-sur-Seine hatte Milon zu gleichen Teilen seiner Schwester Margarete und einer Nichte Laure de Sennecey vererbt, beide verkauften ihre Anteile später an den Grafen von Champagne. Die Vizegrafschaft Chartres und Le Puiset gingen an seinen Neffen Simon de Rochefort.
Während der Belagerung von Damiette starb 1218 auch der Templergroßmeister Guillaume de Chartres. Nach der Chronik des Kölner Scholastikers Thomas Olivier (Historia Damiatina), der am Kreuzzug teilgenommen hatte, war der Großmeister ein Sohn Milons (Venti etiam…Comes Barri et filius ejus frater Willelmus de Carnoto magister militae templi). Aus genealogischer Sicht wäre dies aber faktisch unmöglich, es sei denn, der Großmeister wäre bei seinem Amtsantritt 1210 nicht älter als 25 gewesen. Milons bekannter Sohn Walter war erst im Jahr 1199 alt genug um eine Schenkung seines Vaters an eine religiöse Einrichtung in Châteaudun zu bezeugen. Möglich aber wäre eine Filiation des Großmeisters vom Grafen Milon III. († 1151), womit er dann ein Onkel Milons IV. gewesen wäre.
Siehe auch: Haus Le Puiset